# جاك أشفورد
جاك أشفورد (بالإنجليزية: Jack Ashford)‏ هو فنان إيقاعي أمريكي، ولد في 18 مايو 1934 في فيلادلفيا في الولايات المتحدة.

## وصلات خارجية
- جاك أشفورد على موقع IMDb (الإنجليزية)
- جاك أشفورد على موقع ميوزك برينز (الإنجليزية)
- جاك أشفورد على موقع أول ميوزيك (الإنجليزية)
- جاك أشفورد على موقع ديسكوغز (الإنجليزية)
- جاك أشفورد على موقع قاعدة بيانات الفيلم (الإنجليزية)